# Merdrignac
Merdrignac (tiếng Breton: Medrigneg) là một xã của tỉnh Côtes-d'Armor, thuộc vùng Bretagne, tây bắc Pháp.

## Dân số
Người dân ở Merdrignac được gọi là Merdrignaciens.